# Sickla

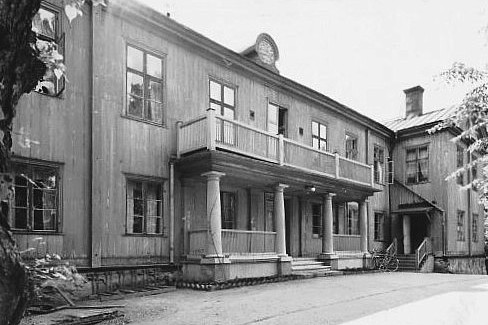
Stora Sickla gård på 1960-talet.

Sickla är ett område på den västra delen av Sicklaön i Nacka kommun och Stockholms kommun. Namnet Sickla betyder ungefär ”sidlänt ställe, där vatten framkommer, småträsk”. Det var godset Stora Sickla som gav området sitt nuvarande namn. 

## Historia

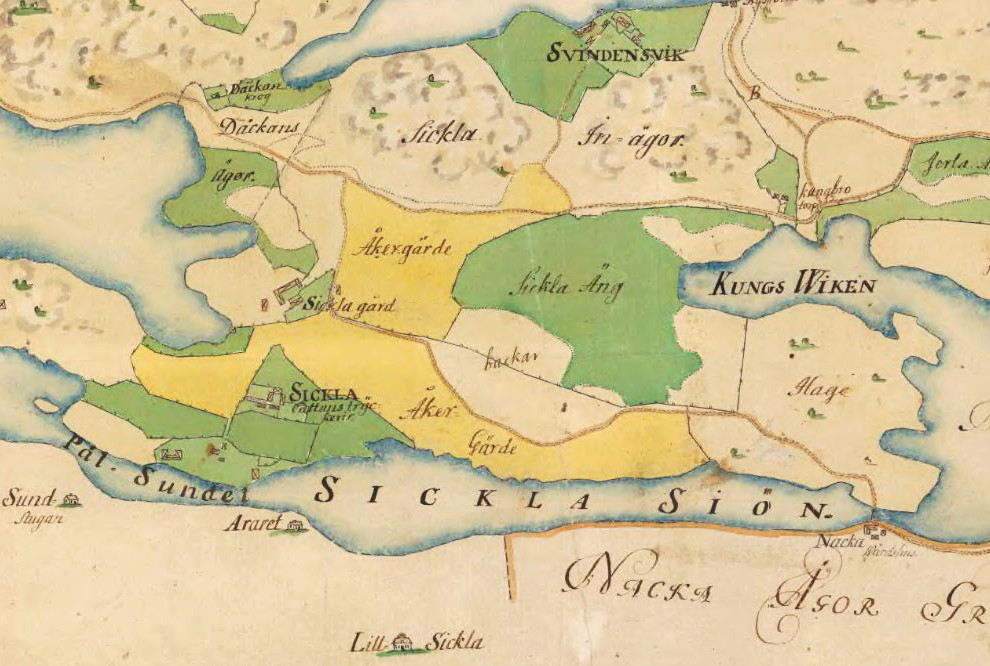
Sickla, Sicklasjön och Stora Sickla, 1774.

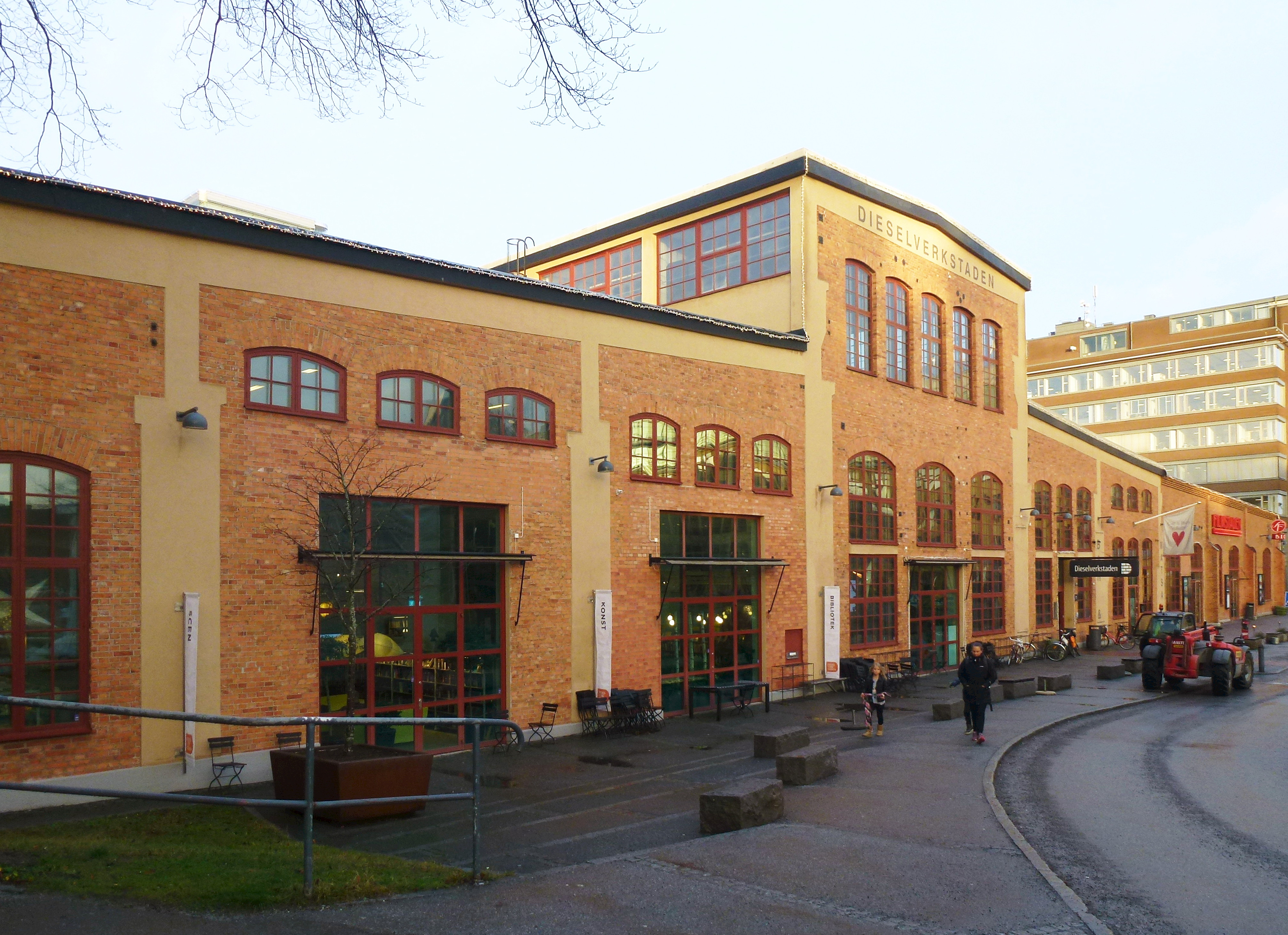
Dieselverkstaden ligger på Atlas Copcos gamla område, idag Sickla Köpkvarter och används av Nacka kommuns kulturavdelning.

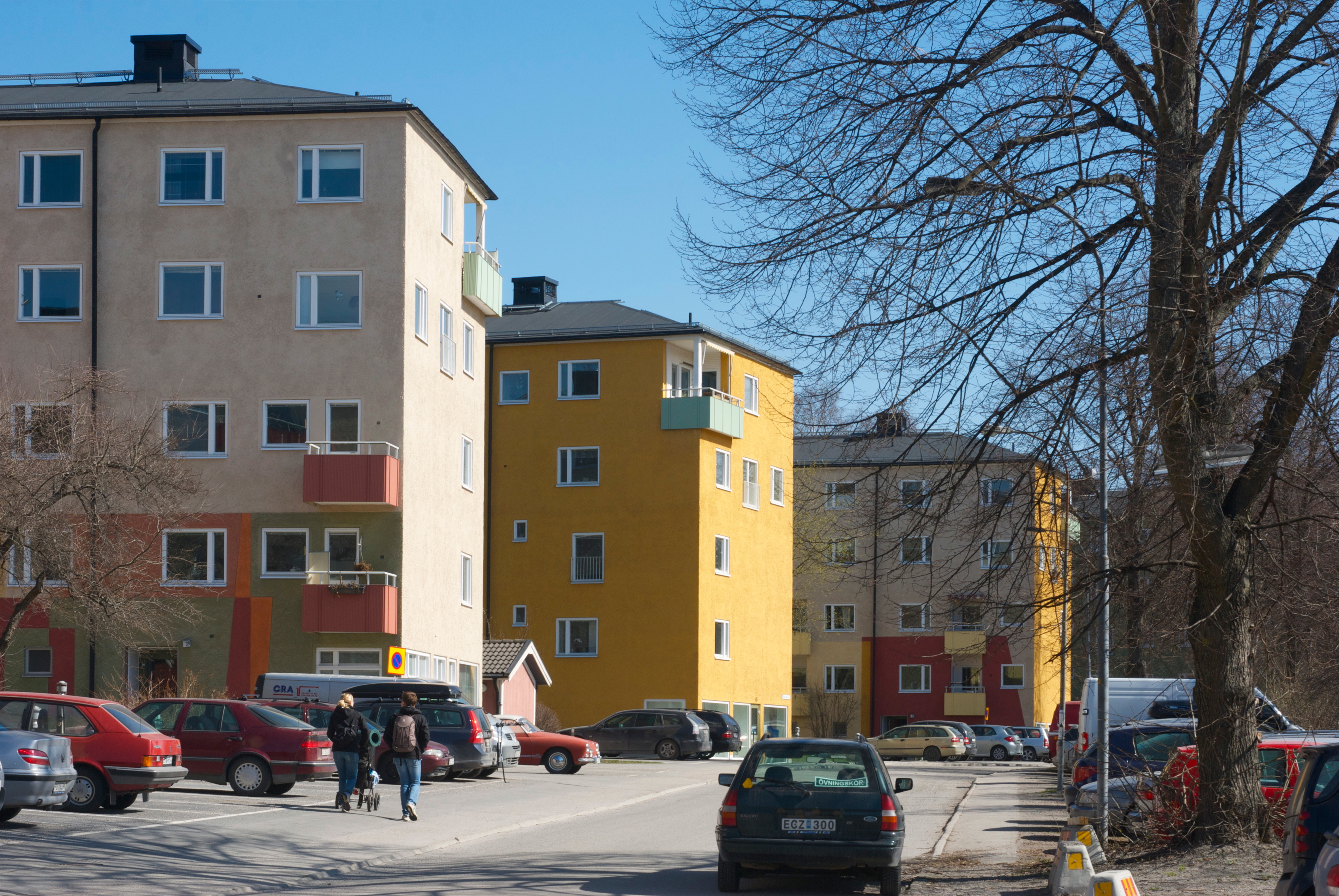
Bostadsområdet Sickla strand, byggt 1947-48.

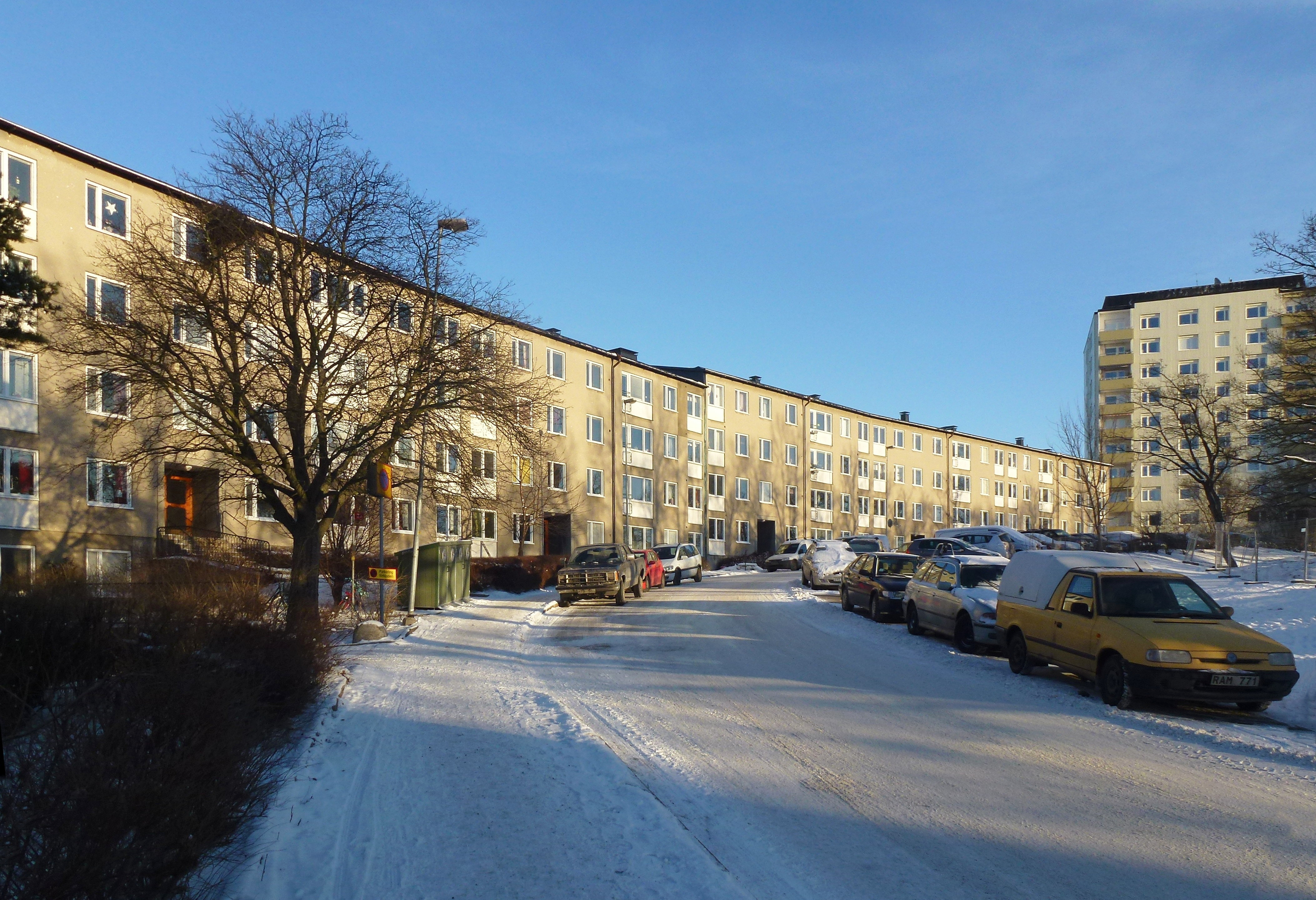
Bostadsområdet Tallbacken, byggt 1956-1960.

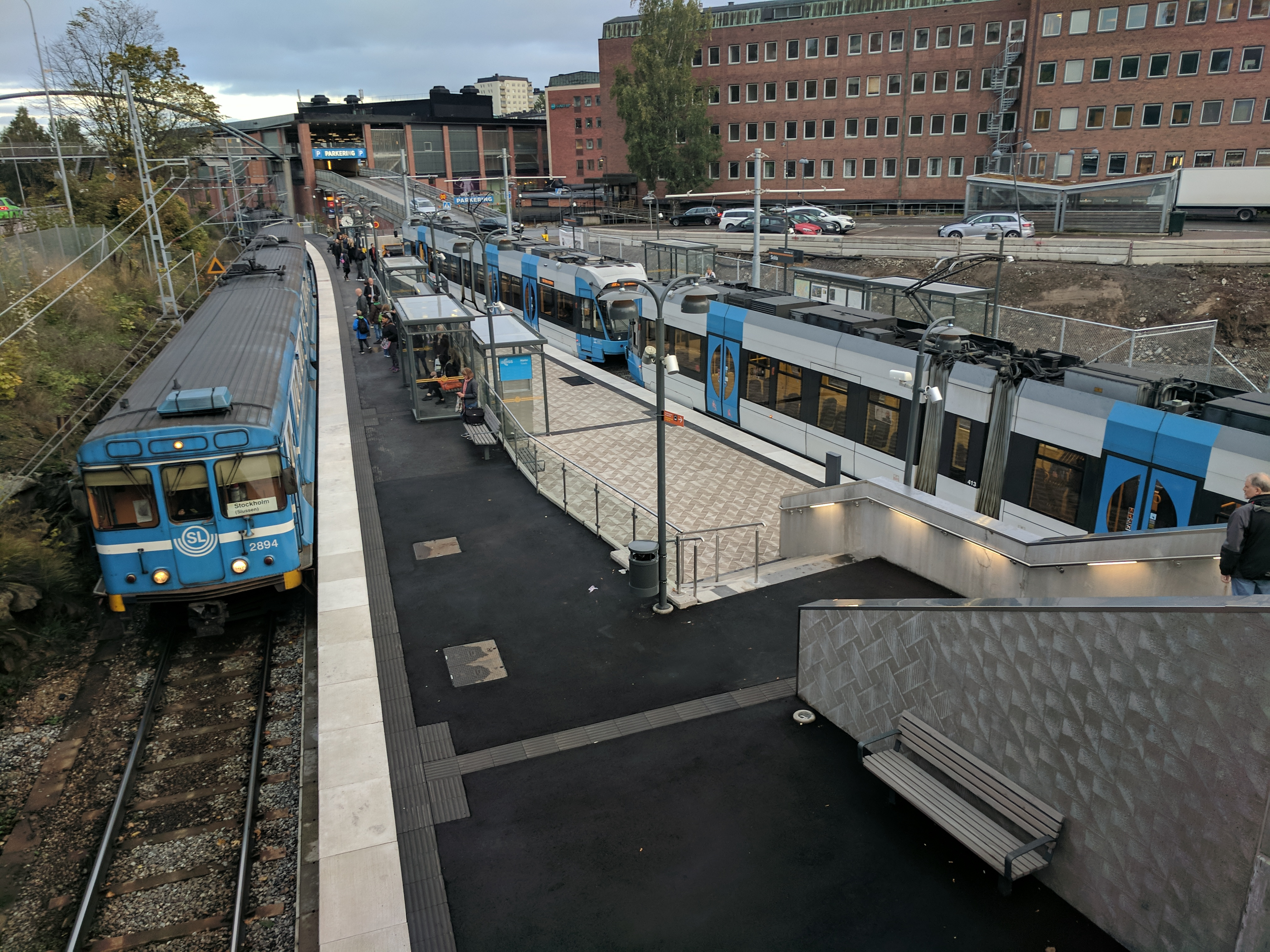
Saltsjöbanan och Tvärbanans hållplats "Sickla"

Området omfattar den mark som fram till 1800-talets slut tillhörde Stora Sickla gård, ungefär den del av ön som ligger väster om Järla. Marken tillhörde kyrkan fram till 1500-talet, men i samband med reformationen så drogs den in från kyrkan. När Danvikens hospital etablerades c:a 1551 blev Sickla en av de gårdar som kronan skänkte till hospitalet.
Området var sparsamt bebyggt fram till 1700-talet då ett flertal industrier etablerades på gårdens mark, bland annat en krutfabrik och beckbränneri vid Svindersviken och Sveriges första kattunstryckeri (1729) vid Sicklasjön. På 1800-talet blev det populärt att ha ett sommarnöje, och välbärgade stockholmare flyttade då in i flera gårdar och hus i området. Exempel på detta är Anders Rickard Westerdahls sommarvilla Fannyudde.
Under det sena 1800-talet växte industrier snabbt i området, med exempelvis Atlas Diesel (idag Atlas Copco), Bageriidkarnas jästaktiebolag,  Saltsjöqvarn med flera och sommargästerna sökte sig då längre ut. Tillkomsten av Saltsjöbanan gjorde att den industriella utvecklingen i området gick än snabbare. 
Under efterkrigstiden uppfördes ett antal bostadsområden kring industrierna, Finntorp, Sickla Strand och Tallbacken uppfördes på 1940-talet efter ritningar av Erik och Tore Ahlsén och på 1950- och 1960-talet tillkom bostadsområden på höjderna omkring (Ekudden, Alphyddan).
Längs Hammarby sjö fanns Sickla park som var en samlingsplats inte minst för många som bodde på Södermalm. På helgerna sökte man sig hit för avkoppling; bland annat så var Sickla park nykterhetsrörelsens stora samlingsplats. Området ansågs överträffa Djurgården i skönhet. Vattnet i Hammarby sjö stod fram till 1920-talet fyra meter högre än i dag, och sjön gick ungefär ända fram till Södra länken vid sommarnöjet Fannyudde. På den mark som skapades ligger idag stadsdelen Södra Hammarbyhamnen med bostadsområdet Hammarby sjöstad.
De flesta industrierna har idag upphört, och många av de gamla fabriksbyggnaderna har återanvänts. På Atlas Copcos före detta industriområde ligger idag bland annat Sickla Köpkvarter. Under köpcentrumet används fortfarande Atlas Copcos gamla testgruva. Här gömmer sig tre kilometer tunnlar i två plan, 20 och 40 meter under jord. Delar av gruvan kan besökas av allmänheten, den guidade visningen sker på 20 meters djup (se Atlas Copcos provgruva). Dieselverkstaden används idag av Nacka kommuns kulturavdelning, där det bland annat finns bibliotek, biograf och flera scener. På initiativ från personalen, bildades ett kooperativ som 2005 övertog driften av kulturverksamheten i Dieselverkstaden, först på prov under ett år och sedan med successiva förlängningar och ombildning till aktiebolag. Fem år senare inleddes en privatisering av övriga bibliotek i kommunen.

## Saltsjöbanan och Tvärbanan
Saltsjöbanan har haft en hållplats i området sedan 1 april 1894. Hållplatsens ursprungliga namn var dock Sickla djurgård, men namnet blev Sickla den 15 maj 1898. Själva hållplatsen består av en plattform av betong som är ihopbyggd med Tvärbanans hållplats. Saltsjöbanan är här enkelspårig. Avståndet från ändstationen Slussen är 3,3 kilometer. Hållplatsen har SL-signatur Sik. Antal resenärer på Sickla station är 600 påstigande per dag (2008).
Från oktober 2017 finns även den sydöstra ändstationen för Tvärbanan här, parallell med Saltsjöbanans station.
Stationen ligger vid västra änden av  Sickla köpkvarter. Nacka station ligger i andra änden av det ganska stora köpcentrumet.
Omkring år 2030 öppnar en tunnelbanestation i Sickla.